# Mariana Hausleitner
Mariana Hausleitner (* 8. November 1950 in Bukarest, Rumänien) ist eine deutsche Historikerin und Hochschullehrerin.

## Leben und Werk
Mariana Hausleitner studierte zwischen 1972 und 1976 Geschichte, Politologie und Russistik an der Freien Universität Berlin (FU Berlin). 1987 promovierte sie an der Universität Bremen mit der Dissertation zur „Nationalen Frage in der rumänischen Arbeiterbewegung vor 1924“. Zwischen 1987 und 1991 war sie als wissenschaftliche Mitarbeiterin bei der Hessischen Stiftung für Konfliktforschung tätig, danach bis 1997 als wissenschaftliche Assistentin am Osteuropa-Institut der FU Berlin. Im Jahr 2000 habilitierte sie am Fachbereich Geschichts- und Kulturwissenschaften der FU Berlin. Von 2000 bis 2001 nahm sie eine Gastprofessur am Fachbereich Geschichts- und Kulturwissenschaften der FU Berlin an. Zwischen 2003 und 2008 arbeitete Hausleitner als wissenschaftliche Mitarbeiterin am Institut für deutsche Kultur und Geschichte Südosteuropas an der LMU München. Von 2009 bis 2011 betreute sie als Kuratorin die Ausstellung „Polizei im NS-Staat“ im Deutschen Historischen Museum, Berlin.

## Veröffentlichungen

### Monographien
- Die sowjetische Osteuropapolitik in den Jahren der Perestrojka. Campus, Frankfurt am Main 1994, ISBN 3-593-35200-1.
- Die Rumänisierung der Bukowina. Die Durchsetzung des nationalstaatlichen Anspruchs Großrumäniens 1918–1944. Oldenbourg, München 2001, ISBN 3-486-56585-0.
- Rumänien und der Holocaust. Zu den Massenverbrechen in Transnistrien 1941–1944. Metropol, Berlin 2001, ISBN 3-932482-43-3.
- Deutsche und Juden in Bessarabien 1814–1941. Zur Minderheitenpolitik Russlands und Großrumäniens. IKGS, München 2005, ISBN 3-9808883-8-X.
- Der Einfluss von Faschismus und Nationalsozialismus auf Minderheiten in Ostmittel- und Südosteuropa. IKGS, München 2006, ISBN 3-9809851-1-3.
- Die Donauschwaben 1868–1948. Ihre Rolle im rumänischen und serbischen Banat. Steiner, Stuttgart 2014, ISBN 978-3-515-10686-3.
- „Viel Mischmasch mitgenommen“. Die Umsiedlungen aus der Bukowina 1940. De Gruyter, Berlin/Boston 2018, ISBN 978-3-11-058891-0.
- Eine Atmosphäre von Hoffnung und Zuversicht. Hilfe für verfolgte Juden in Rumänien, Transnistrien und Nordsiebenbürgen 1940-1944. Lukas-Verlag, Berlin 2020, ISBN 978-3-86732-348-2.
- Selbstbehauptung gegen staatliche Zwangsmaßnahmen. Juden und Deutsche in Rumänien seit 1830. Frank & Timme, Berlin 2021, ISBN 978-3-7329-0714-4.
- Bearbeiterin mit Souzana Hazan und Barbara Huzelmann: Die Verfolgung und Ermordung der europäischen Juden. Band 13: Slowakei, Rumänien, Bulgarien. De Gruyter/Oldenbourg, Berlin/Boston 2018, ISBN 978-3-11-036500-9.

### Herausgeberschaften
- mit Monika Katz: Juden und Antisemitismus im östlichen Europa. Harrassowitz, Wiesbaden 1995, ISBN 3-447-03712-1.
- Vom Faschismus zum Stalinismus. Deutsche und andere Minderheiten in Ostmittel- und Südosteuropa 1941-1953. IKGS, München 2008, ISBN 978-3-9811694-0-9.
- mit Florian Dierl, Martin Hölzl, Andreas Mix: Ordnung und Vernichtung. Die Polizei im NS-Staat. Eine Ausstellung der Deutschen Hochschule der Polizei, Münster und des Deutschen Historischen Museums, Berlin, 1. April bis 31. Juli 2011. Sandstein, Dresden 2011, ISBN 978-3-942422-20-8.

### Aufsätze (Auswahl)
- Deportationen als Mittel der Durchsetzung politischer Interessen in Südosteuropa bis 1944. In: Anuarul Institutului de Istorie «G. Bariţ» din Cluj-Napoca. Band 45, 2006, S. 169–178 (PDF; 172 kB).
- Politischer Widerstand in Rumänien. 1996 (online: Teil 1 (PDF; 54 kB), Teil 2).
- Nation und Nationalismus in Rumänien 1866–2008. In: Wilfried Heller, Mihaela Narcisa Arambasa: Am östlichen Rand der Europäischen Union. Geopolitische, ethnische und nationale sowie ökonomische und soziale Probleme und ihre Folgen für die Grenzraumbevölkerung. Universitätsverlag Potsdam, ISBN 3-940793-97-3.